# Bagherlu
Bagherlu (pers. باقرلو) – wieś w Iranie, w ostanie Ardabil. W 2006 roku liczyła 78 mieszkańców w 12 rodzinach.